# Mykolas Majauskas

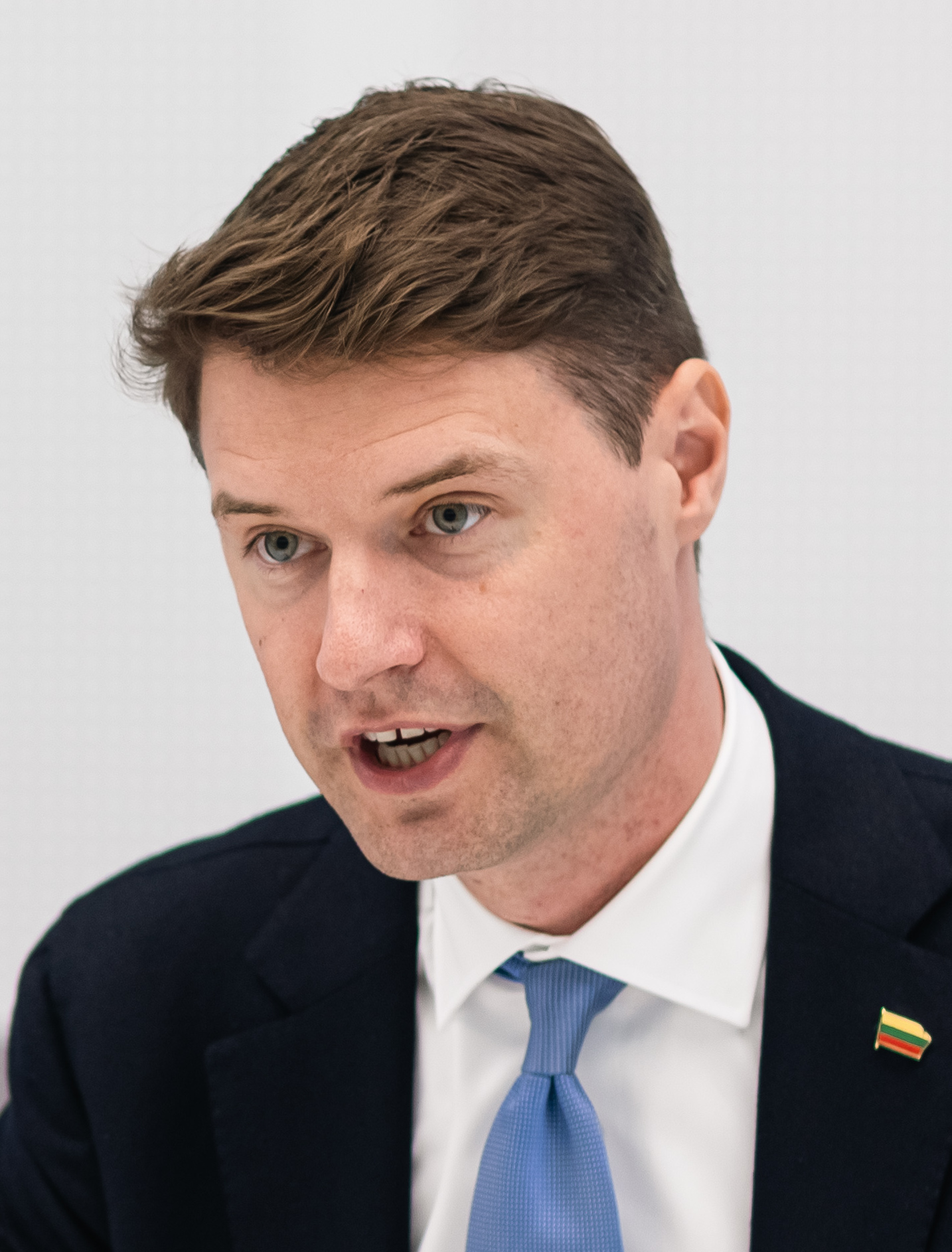
Mykolas Majauskas

Mykolas Majauskas (*  19. Dezember 1981 in Vilnius) ist ein litauischer konservativer Politiker, von November 2016 bis April 2022 Mitglied des Seimas.

## Leben
Nach dem ersten Studienjahr in Litauen lebte Majauskas weiter in Australien. Von 2002 bis 2004  absolvierte er das Bachelorstudium der Wirtschaft an der Universität Sydney.  Ab 2002 arbeitete er in einem internationalen Finanzunternehmen und von 2002 bis 2004 leitete eine Abteilung von „Cushman & Wakefield“. Von 2004 bis 2006 war  er Berater  in der Abteilung Osteuropa der Barclays-Bank in London.
Danach arbeitete Majauskas als Berater vier Jahre in der Regierung von Andrius Kubilius. 2016 wurde er ins 12. Seimas und 2020 ins 13. Seimas in der Liste der Partei TS-LKD ausgewählt. 2023 nahm er auch bei Bürgermeisterwahl in Vilnius teil. Von 2020 bis 2022 leitete er als Vorsitzende den Finanzausschuss. Er war auch Mitglied des Europaausschusses und später des Kulturausschusses. Ende März 2023 trat er vom litauischen Parlament zurück.
Majauskas war Mitglied von TS-LKD.

## Familie
Majauskas ist verheiratet. Mit seiner Frau hat er zwei Kinder.